# Barcsay László (színműíró)
Nagybarcsai Barcsay László (1772 – Piski, 1810. szeptember 5.) kamarás, műfordító. Barcsay László főispán apja.
Amikor a Budán és Pesten játszó első magyar színtársulat példájára Kolozsvárt 1792-ben megalakult a második magyar színtársulat és nem talált elegendő magyar nyelvű színművet, néhány erdélyi nemesúr segített. Kiválogatták és lefordították – olykor egészen magyar köntösbe öltöztették – a német társulatok kedvelt darabjait. A fordítók és átdolgozók közül leginkább említhető Kótsi Patkó János, valamint Barcsay László és Boér Sándor. Utóbbiak az általuk fordított összesen tizenegy színművet Erdélyi játékos gyűjtemény címen négy kötetben adták (Kolozsvár, 1793).

## Élete
Barcsay Zsigmond és Türi Ágnes fia, császári és királyi kamarás, Hunyad vármegye főbírája és erdélyi országgyűlési követ volt. Több színművet fordított német nyelvből.

## Művei
- Fayel, szomorújáték 5 felvonásban.
- A gyermeki szeretetnek ereje, érzékeny játék 5 felvonásban, Schröder után. (Először adták Kolozsvárott 1793. március 5-én, majd március 10-én és augusztus 11-én, Pesten 1809-ben és 1810-ben került színre.)
- A jártos költes vőlegény, vígjáték 1 felvonásban. (1811-ben és 1812-ben adták elő Pesten.)
- A tolvajok, szomorújáték 5 felvonásban, később Moor Károly címmel, Schiller után. (Kolozsvárott 1794 márciusában adták elő és 1834–37-ben Budán. "Borzasztó rossz fordítás" – írja Vörösmarty Összes Műveiben X. 444.)
- Az óra járásához alkalmaztatott ember, avagy a rendtartó házi gazda, vígjáték 2 felvonásban, Hippel után szabadon ford. (1795. május 27-én adták elő.)

## Családja
Kétszer nősült, első felesége vargyasi báró Dániel Zsuzsanna, akitől idősebb leánya született:
- Julianna, férje: gyerőmonostori Kabos András

Második felesége borbátvizi Bája Zsófia, aki három gyermeket szült:
- László (1802-1880), felesége: Bruckenthal Antónia bárónő (1816-1887)
- Zsuzsanna, első férje: nagybarcsai Barcsay Gergely; második férje: szászvárosi Eperjessy Ignác
- Zsigmond (1810-1862), felesége: Bruckenthal Zsófia bárónő (1813-1894)